# (4405) Otava
(4405) Otava est un astéroïde de la ceinture principale.

## Description
(4405) Otava est un astéroïde de la ceinture principale. Il fut découvert le 21 août 1987 à l'Observatoire Kleť par Antonín Mrkos. Il présente une orbite caractérisée par un demi-grand axe de 3,20 UA, une excentricité de 0,16 et une inclinaison de 9,4° par rapport à l'écliptique.

## Compléments